# Агранулоциты

Моноцит под оптическим микроскопом

Агранулоци́ты (др.-греч. α — отрицательная частица, лат. granulum — «зёрнышко» и др.-греч. κύτος — «вместилище») — лейкоциты, в цитоплазме которых содержатся только азурофильные гранулы, в отличие от гранулоцитов, в которых находятся и специфические, и неспецифические (азурофильные) гранулы.
Незернистые лейкоциты делятся на лимфоциты и моноциты. Лимфоциты — это основа гуморального иммунитета. При попадании в организм вирусов, бактерий, чужеродного белка или других частиц (все это имеет одно общее название — антигены) они вырабатывают антитела, предназначенные именно для данного конкретного антигена. Антитела, склеиваясь с антигеном, образуют нерастворимые комплексы, которые затем выводятся из организма.
Моноциты — это клетки, которые со временем превращаются в макрофаги. Макрофаги участвуют как в клеточном иммунитете (поглощают вирусы и бактерии), так и в гуморальном («докладывают» лимфоцитам о том, что в организме появился «враг»).
Агранулоцитами являются:
- Лимфоциты:
  - T-клетка
  - B-клетка
  - NK-клетка
- Мононуклеарный фагоцит